# Ungtavas
Ungtavas (1899-ig Kalusa, szlovákul: Kaluža) község Szlovákiában, a Kassai kerület Nagymihályi járásában.

## Fekvése
Nagymihálytól 10 km-re északkeletre, a Széles-tó északi partján fekszik.

## Története
A régészeti leletek tanúsága szerint területén már a kőkorszakban éltek emberek. A tiszapolgári kultúra emberének használati tárgyai kerültek itt elő. Határa később is lakott volt, ezt bizonyítják a bronzkori, vaskori és római kori leletek.
A mai települést 1336-ban „Kalasamezow” alakban említik először. 1419-ben „Kalwsa”, 1427-ben „Kalowza”, „Kalwsa” alakban említik a korabeli források. A nagymihályi uradalom része volt. 1427-ben 16 portával adózott.
1715-ben 2, 1720-ban 6 adózó háztartása volt. 1715-ben említik szőlőskertjét is. 1773-ban „Kaluzsa” néven írják a korabeli források.
A 18. század végén, 1799-ben Vályi András így ír róla: „KALUSSA. Kalus. Tót falu Ungvár Várm. földes Urai több Uraságok, lakosai katolikusok, fekszik a’ Zsobrántzi járásban, Vinnának filiája, határja jó, réttye, fája, legelője elég van.”
1828-ban 61 házában 405 lakos élt.
Fényes Elek 1851-ben kiadott geográfiai szótárában így ír a faluról: „Kalusa, orosz falu, Ungh vmegyében, Vinnához keletre egy órányira: 7 rom., 315 g. kath., 19 zsidó lak. Gör. kath. paroch. templom. Lakosai részint föld-, részint szőlőmivelésből élnek. Erdeje sok. F. u. gr. Waldstein. Ut. p. Szobráncz.”
Kiterjedt erdei a 20. században a Sztáray család birtokában álltak. Lakói mezőgazdasággal és erdei munkákkal foglalkoztak.
1920-ig Ung vármegye Szobránci járásához tartozott.

## Népessége
| Év:            | 1994. | 2004.   | 2014.   | 2024.    |
| -------------- | ----- | ------- | ------- | -------- |
| Emberek száma: | 343   | 375     | 394     | 481      |
| Eltérés:       |       | +9,32 % | +5,06 % | +22,08 % |

| Év:            | 2023. | 2024.   |
| -------------- | ----- | ------- |
| Emberek száma: | 472   | 481     |
| Eltérés:       |       | +1,90 % |

1910-ben 347, túlnyomórészt szlovák anyanyelvű lakosa volt.
2001-ben 385 lakosából 373 szlovák volt.
2011-ben 358 lakosából 328 szlovák volt.

## Nevezetességei
- Szent Tamás apostol tiszteletére szentelt, görögkatolikus temploma.